# 五星大飯店〜Five Star Hotel〜
『五星大飯店〜Five Star Hotel〜』（ごせいだいはんてん ふぁいぶすたーほてる、原題：五星大飯店）は、中華人民共和国にて製作・放送されたテレビドラマである。日本では、BSフジ、フジテレビ721、フジテレビCSHD、LaLaTVにて放送された。

## 出演
- 潘玉龍（パン・ユーロン）： 張峻寧（チャン・ジュンニン） （声：宮野真守）
- 湯豆豆（タン・トウトウ）： 牛萌萌：（ニュウ・モンモン） （声：遠藤綾）
- 楊悦（ヤン・ユエ）： 曹曦文（ツァオ・シーウェン） （声：宮島依里）
- 阿鵬（アーポン）： 李泰（リー・タイ） （声：高橋広樹）
- 金志愛（キム・ジエ）： 鄭柔美（チョン・ユミ） （声：本名陽子）
- 佟家彦（トン・ジアイェン）： 李重宵（リー・チョンシャオ） （声:郷田ほづみ）
- 黄万鈞（ホァン・ワンジュン）： 崔可法（ツァイ・クーファー）
- 杜耀杰（トゥ・ヤオジエ）： 譚凱（タン・カイ）
- 劉迅（リウ・シュン）： 海一天（ハイ・イーティェン）
- 東東（トントン）： 鄭諾（ジェン・ヌオ）（声：杉山大）
- 林載玄（イム・ジェヒョン）： 白鶴基（ペク・ハッキ）
- 杜盛元（トゥ・ションユェン）： 宋景昌（ソン・ジンチャン）

## スタッフ
- 原作、脚本： 海岩（ハイ・イェン）
- 監督： 劉心剛（リウ・シンガン）

## あらすじ
五つ星ホテルのホテルマンとしての成功を夢見て大都会にやってきた苦学生パン・ユーロン。夢と真実を貫くことを共感しあえる仲間に出会い、希望を持って夢をつかもうとするが…
欲望と陰謀の渦巻く現代社会は、必死にまっすぐ生きようとする彼らに数々の試練を与える。現代の若者たちが、複雑な社会の現実の中で、時に "真実"を見失い挫折しながらも、成長していく過程を描いた作品。

## 原作
- 五星大飯店 Five Star Hotel

日本語版：上巻 ISBN 4062150638 / 下巻 ISBN 4062150646 （2009年、講談社、近藤博 訳）

## DVD
- 五星大飯店〜Five Star Hotel〜 全30話
  - DVD-BOX 1（第1話〜第6話収録、PCBG-61315）
  - DVD-BOX 2（第7話〜第12話収録、PCBG-61316）
  - DVD-BOX 3（第13話〜第18話収録、PCBG-61317）
  - DVD-BOX 4（第19話〜第24話収録、PCBG-61318）
  - DVD-BOX 5（第25話〜第30話収録、PCBG-61319）

発売元：フジテレビ映像企画部・ポニーキャニオン
販売元：ポニーキャニオン